# Astragalus gobi-altaicus
Astragalus gobi-altaicus är en ärtväxtart som beskrevs av N.Ulziykh. Astragalus gobi-altaicus ingår i släktet vedlar, och familjen ärtväxter. Inga underarter finns listade i Catalogue of Life.